# Diego Rubio (footballeur)
Pour les articles homonymes, voir Rubio.
Diego Rubio, né le 17 mai 1993 à Santiago, est un footballeur international chilien. Il joue au poste d'attaquant avec le Austin FC en MLS.
Diego Rubio est le fils d'Hugo Rubio, ancien international chilien (36 sélections, 12 buts), ainsi que le filleul d'Iván Zamorano (69 sélections, 34 buts).

## Biographie

### En club

#### Sporting Portugal
Rarement utilisé comme titulaire lors de sa première saison, il inscrit son premier but sous les couleurs du Sporting le 22 avril 2012 sur la pelouse du Nacional Madeira dès la 12e minute, héros malheureux puisqu'il était expulsé pour un deuxième carton jaune à la 59e minute du même match. De plus en plus convaincant, il obtenait rien que sur le mois d'avril 2012 près d'un tiers de son temps de jeu de toute la saison, éclipsant ainsi totalement Séba Ribas dans la hiérarchie des attaquants derrière le titulaire Ricky van Wolfswinkel.

#### Prêt en Roumanie
Le 2 septembre 2013, dernier jour du marché des transferts au Portugal, en manque de temps de jeu au Sporting Portugal, il est prêté au CS Pandurii Târgu Jiu, qui évolue dans le Championnat de Roumanie en première division, pour une saison avec une option d'achat fixée à 10 millions d'euros.

#### Prêt en Norvège
Son passage en Roumanie n'est pas une franche réussite, il est alors prêté dès le mois d'avril 2014 pour le début du championnat norvégien, dans le club de Sandnes Ulf où il se montre plus à son avantage, en marquant notamment lors de ses deux premières apparitions en championnat.

#### MLS
Le 18 décembre 2018, il s'engage pour une saison avec les Rapids du Colorado.

### En sélection
À seulement dix-huit ans, il est déjà international A chilien, sa première sélection intervient le 23 juin 2011 contre le Paraguay. Il est également titulaire lors du match amical contre la France au Stade de la Mosson le 10 août 2011. Il est appelé avec la sélection chilienne des moins de 20 ans, curieusement, encore pour un match amical contre l'Équipe de France espoirs de football, disputé cette fois au Stade Marcel-Deflandre de La Rochelle, le 10 septembre 2012, dans lequel il dispute la première mi-temps. Fin mai 2013, il fait partie de la liste des convoqués par Mario Salas pour la phase finale de la Coupe du monde de football des moins de 20 ans 2013 (21 juin 2013 - 16 juillet 2013). Le Chili est dans le groupe E avec pour adversaires, l'Égypte (23 juin 2013), l'Angleterre (26 juin 2013) et l'Irak (29 juin 2013).

## Statistiques
| Saison                | Club                         | Championnat           | Championnat | Championnat | Coupe nationale | Coupe nationale | Coupe de la Ligue | Coupe de la Ligue | Compétition(s) continentale(s) | Compétition(s) continentale(s) | Compétition(s) continentale(s) | Séries | Séries | Chili | Chili | Total | Total |
| Saison                | Club                         | Division              | M.          | B.          | M.              | B.              | M.                | B.                | Comp.                          | M.                             | B.                             | M.     | B.     | M.    | B.    | M.    | B.    |
| 2011                  | Colo Colo                    | Primera División      | 8           | 3           | 0               | 0               | -                 | -                 | CL                             | 2                              | 3                              | -      | -      | -     | -     | 10    | 6     |
| 2011-2012             | Sporting CP                  | Liga ZON Sagres       | 9           | 1           | 1               | 0               | 1                 | 0                 | C3                             | 6                              | 0                              | -      | -      | 2     | 0     | 19    | 1     |
| 2012-2013             | Sporting CP                  | Liga ZON Sagres       | 2           | 0           | 0               | 0               | -                 | -                 | -                              | -                              | -                              | -      | -      | -     | -     | 2     | 0     |
| 2014-2015             | Sporting CP                  | Liga NOS              | 0           | 0           | 0               | 0               | 1                 | 0                 | -                              | -                              | -                              | -      | -      | -     | -     | 1     | 0     |
| Sous-total            | Sous-total                   | Sous-total            | 11          | 1           | 1               | 0               | 2                 | 0                 | -                              | 6                              | 0                              | 0      | 0      | 2     | 0     | 22    | 1     |
| 2013-2014             | CS Pandurii Târgu Jiu (prêt) | Liga I                | 4           | 0           | 1               | 0               | -                 | -                 | C3                             | 0                              | 0                              | -      | -      | -     | -     | 5     | 0     |
| 2014                  | Sandnes Ulf (prêt)           | Tippeligaen           | 26          | 8           | 1               | 0               | -                 | -                 | -                              | -                              | -                              | -      | -      | -     | -     | 27    | 8     |
| 2015-2016             | Real Valladolid              | Premiership           | 14          | 0           | 1               | 0               | -                 | -                 | -                              | -                              | -                              | -      | -      | -     | -     | 15    | 0     |
| 2016                  | Sporting de Kansas City      | MLS                   | 15          | 1           | 2               | 1               | -                 | -                 | LCC                            | 3                              | 1                              | 0      | 0      | -     | -     | 20    | 3     |
| 2017                  | Sporting de Kansas City      | MLS                   | 16          | 6           | 3               | 1               | -                 | -                 | -                              | -                              | -                              | 1      | 0      | -     | -     | 20    | 7     |
| 2018                  | Sporting de Kansas City      | MLS                   | 20          | 8           | 2               | 0               | -                 | -                 | -                              | -                              | -                              | 3      | 2      | 1     | 0     | 26    | 10    |
| Sous-total            | Sous-total                   | Sous-total            | 51          | 15          | 7               | 2               | 0                 | 0                 | -                              | 3                              | 1                              | 4      | 2      | 1     | 0     | 66    | 20    |
| 2019                  | Rapids du Colorado           | MLS                   | 26          | 11          | 1               | 1               | -                 | -                 | -                              | -                              | -                              | -      | -      | 5     | 0     | 32    | 12    |
| 2020                  | Rapids du Colorado           | MLS                   | 16          | 3           | -               | -               | -                 | -                 | -                              | -                              | -                              | 1      | 0      | -     | -     | 17    | 3     |
| 2021                  | Rapids du Colorado           | MLS                   | 26          | 5           | -               | -               | -                 | -                 | -                              | -                              | -                              | 1      | 0      | -     | -     | 27    | 5     |
| 2022                  | Rapids du Colorado           | MLS                   | 30          | 16          | 1               | 0               | -                 | -                 | LCC                            | 2                              | 0                              | -      | -      | 2     | 0     | 35    | 16    |
| 2023                  | Rapids du Colorado           | MLS                   | 1           | 0           | 0               | 0               | -                 | -                 | LCup                           | 0                              | 0                              | -      | -      | 2     | 0     | 3     | 0     |
| Sous-total            | Sous-total                   | Sous-total            | 99          | 35          | 2               | 1               | 0                 | 0                 | -                              | 2                              | 0                              | 2      | 0      | 9     | 0     | 114   | 36    |
| Total sur la carrière | Total sur la carrière        | Total sur la carrière | 213         | 62          | 13              | 3               | 2                 | 0                 | -                              | 13                             | 4                              | 6      | 2      | 12    | 0     | 259   | 71    |

## Distinctions individuelles
- Meilleur jeune joueur chilien du premier semestre de la saison (2011)[4]